# Protes

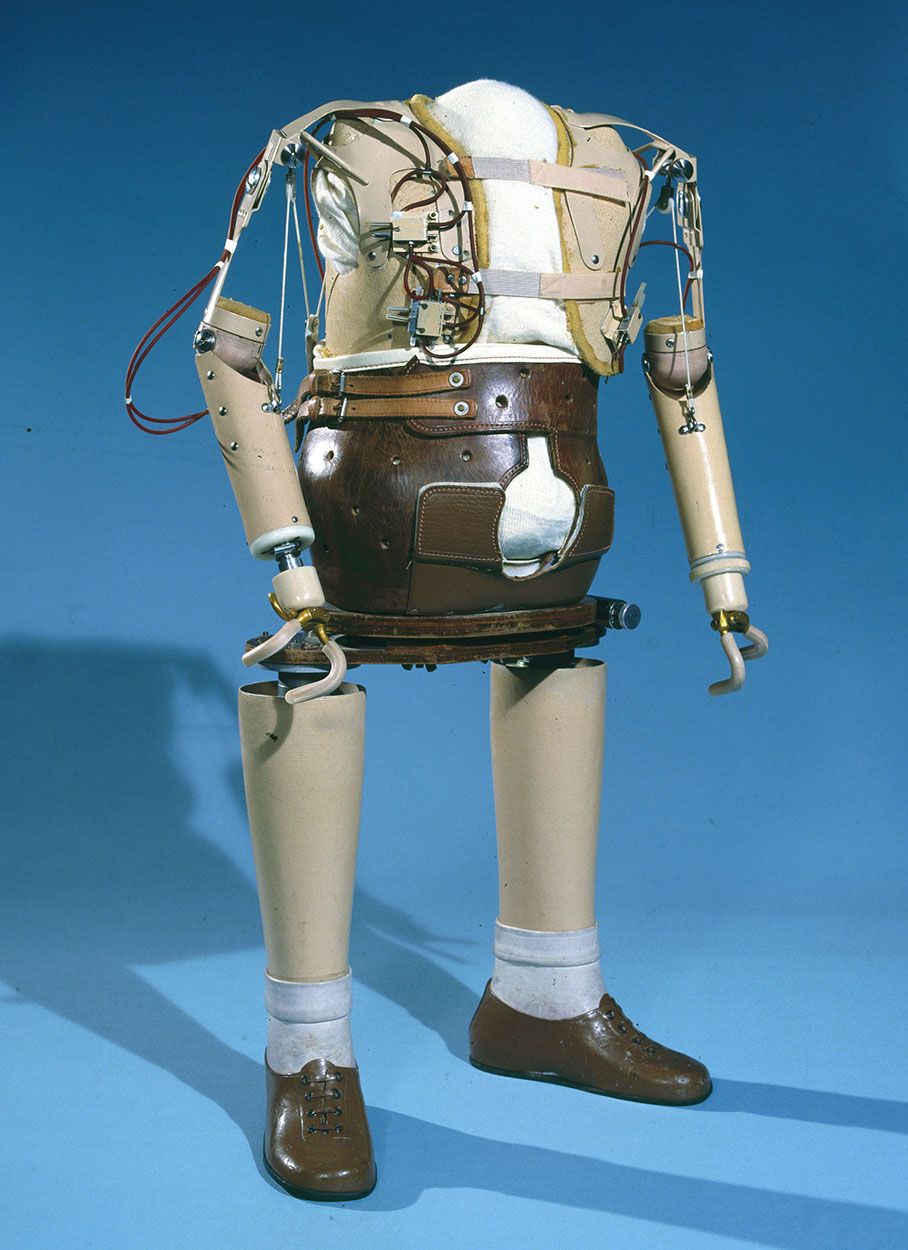
Dessa artificiella lemmar skapades under 1960-talet för de barn som drabbats av läkemedlet Talidomids biverkningar.

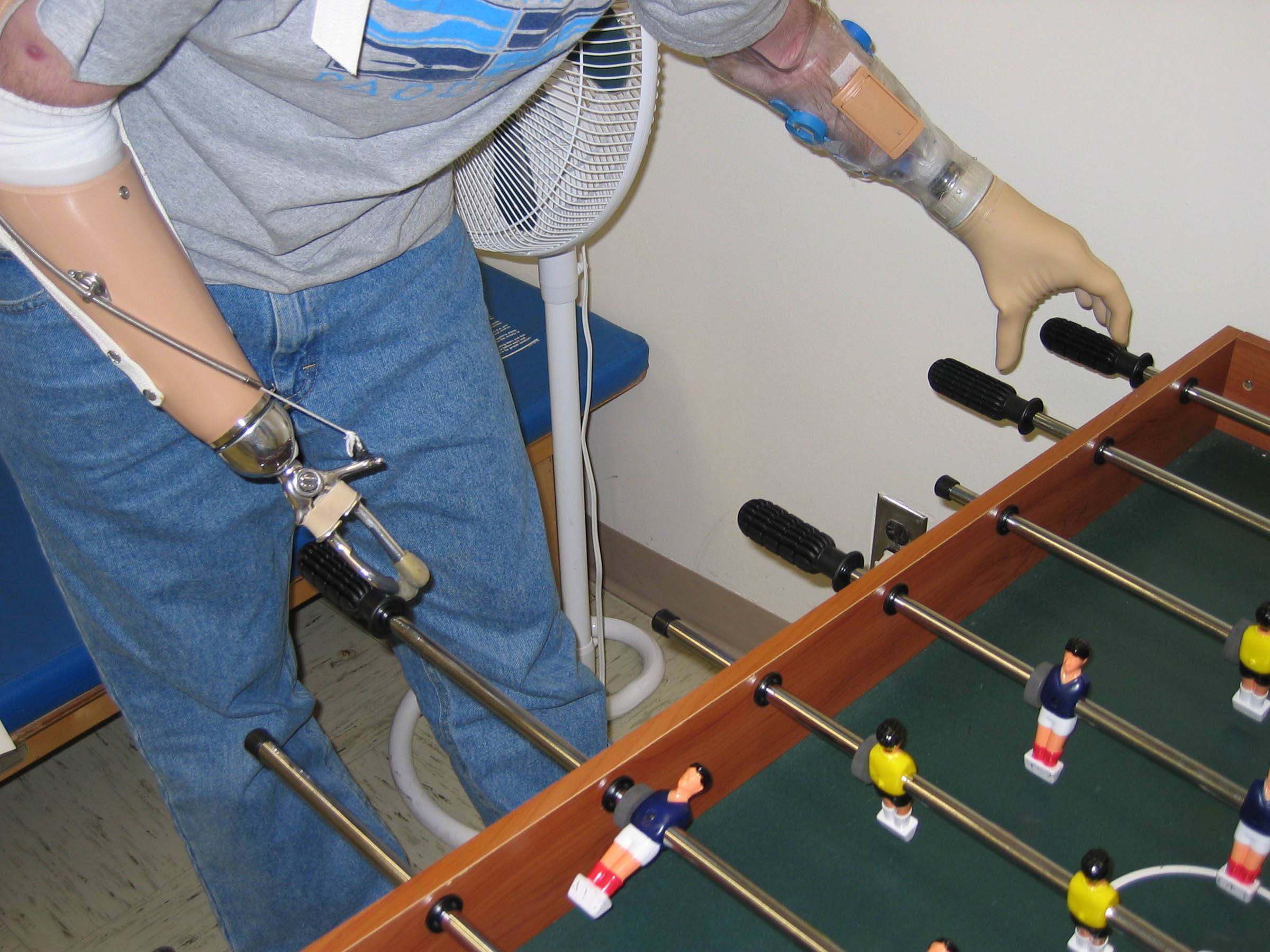
En person med proteser

Protes (av grekiska pro: i stället för, och thesis: placerande) är ett konstgjort substitut för en förlorad eller skadad del av kroppen. Vanliga proteser är armproteser, benproteser, öronproteser, ögonproteser, tandproteser, ledproteser.
Åtskilliga av dessa styrs av elektriska signaler från musklerna och är sedda med minimotorer som driver de önskade rörelserna. Många är ortoser, som i princip fungerar som proteser men anbringas runt eller på en förlamad extremitet eller rygg.
Dessa hjälpmedel tillverkas vid de större sjukhusens ortopediska kliniker eller av fristående företag. Forskning inom området bekostas och stöds i stor utsträckning med statliga medel i samarbete med branschföretagen. I viss utsträckning verkar även Hjälpmedelsinstitutet genom att stimulera forskning och informera.

## Historik
Från en blygsam början med lösgommar och emaljögon, träben och järnhänder har protestillverkningen utvecklats till en avancerad specialindustri, som utnyttjar de nyaste framstegen inom materialområdet samt vidare elektronik, datateknik, nervfysiologi, kardiologi och andra teknisk och medicinska områden. Därigenom har svårt skadade, amputerade, förlamade eller från födseln (t. ex. genom neurosedynkatastrofen) gravt handikappade människor fått en chans till ett bättre liv.
Man kan välja mellan olika vävnadsvänliga plastmaterial eller stållegeringar för att framställa konstgjorda hjärtklaffar eller inopererade knä- och höftleder. Hand-, arm- och benproteser tillverkas av starka och lätta metallegeringar och glasfiberarmerade plaster. Kosmetiska proteser som kvinnobröst eller avsedda för ansikten som blivit vanställda genom olycksfall eller livräddande tumöroperationer framställs bl. a. av silikonplaster. Ett stort antal människor bär idag nya leder av plast eller metall och många lever med hjälp av batteridrivna hjärtstimulatorer (pacemaker).